# Anna Bilińska

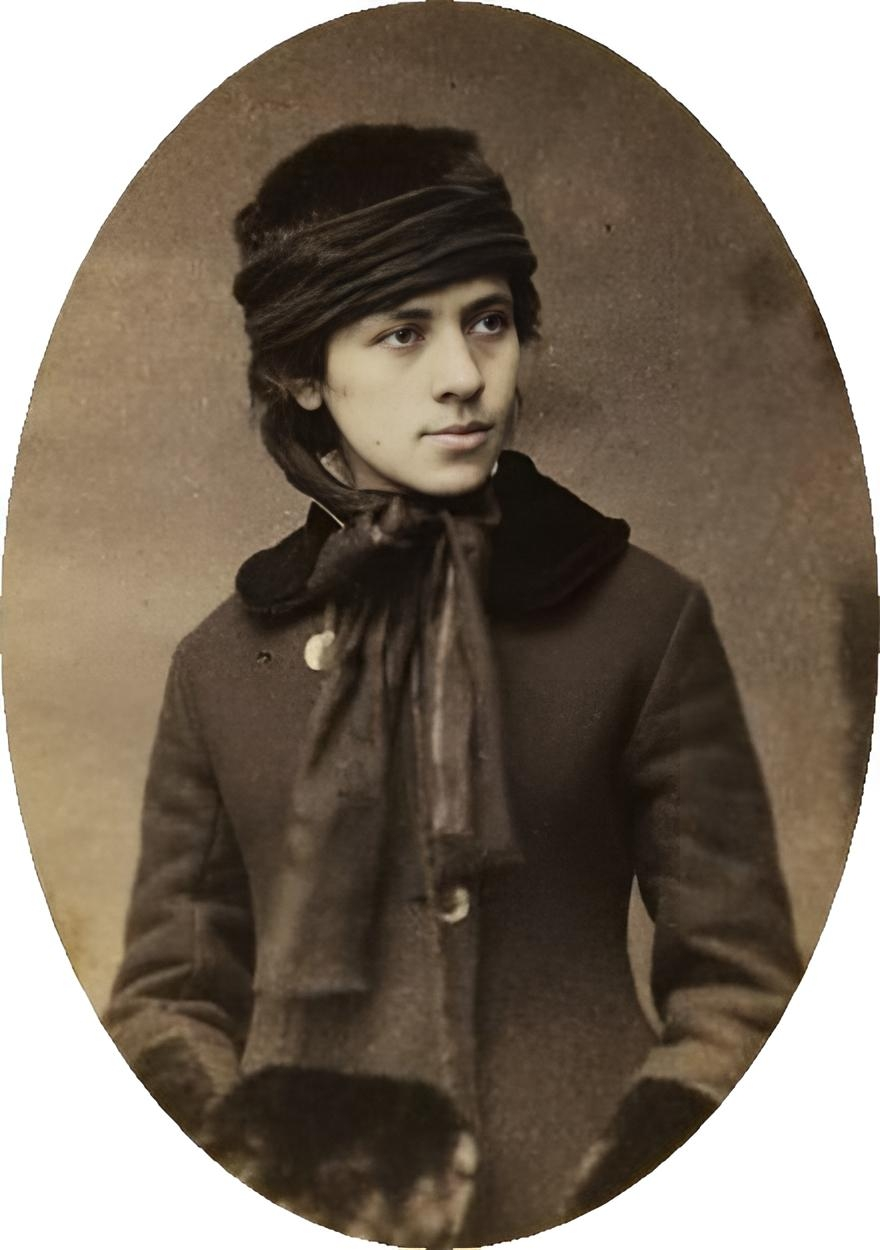
Anna Bilińska 1882

Selbstporträt (1887)

Anna Bilińska-Bohdanowicz (* 1857 in Złotopol, heute Nowomyrhorod, Ukraine; † 18. April 1893 in Warschau, Polen) war eine polnische Malerin und Schülerin Wojciech Gersons.

## Leben
Anna Bilińska wurde im Städtchen Zlotopol (ukrainisch Златопіль), heute ein Stadtteil von Nowomyrhorod, in der Familie eines polnischen Arztes geboren. Dann kam sie nach Wjatka (Russland; heute Kirow), wo sie bei dem polnischen Grafiker Michał Elwiro Andriolli Zeichnen erlernte. 1875 ging sie nach Warschau. 1877 studierte sie in der privaten Zeichnungsklasse bei Wojciech Gerson.
Ab 1882 reiste sie nach München, Salzburg, Wien und Italien. Danach kam sie nach Paris, wo sie an der Académie Julian studierte – u. a. gemeinsam mit Marie Bashkirtseff – und auch unterrichtete.
Ihr Selbstporträt von 1887 machte sie international bekannt. Sie beteiligte sich an Ausstellungen in Warschau, Paris, London und Berlin. 1892 heiratete sie den Arzt Antoni Bohdanowicz und kehrte nach Polen zurück. Dort erlag sie mit 36 Jahren einer Herzerkrankung. Ein berühmtes Porträt – neben ihren Selbstporträts – ist das 1884 entstandene Gemälde Anna Bilinska ihrer britischen Kollegin Emmeline Deane (Victoria Art Gallery).

## Werke (Auswahl)
- Selbstporträt / Autoportret (1887), Öl auf Leinwand, 90 × 117 cm, Nationalmuseum Krakau
- Selbstporträt (unvollendet) (1892), Öl auf Leinwand, 113,5 × 163 cm, Nationalmuseum Warschau
- Straße unter den Linden (1890), Öl auf Leinwand, 60 × 82 cm, Nationalmuseum Warschau
- Ausblick aus dem Fenster des Konservatoriums (1890)
- Alter Mann mit Buch, (1880), Öl auf Leinwand, 81 × 69 cm, Gemäldegalerie Lwiw
- Schwarze mit goldener Kette, Öl auf Leinwand, 64 × 50,5 cm, seit 2012 im Nationalmuseum Warschau

Das Bild wurde während des Zweiten Weltkriegs gestohlen und galt als verschollen. Es tauchte 2011 bei einer Auktion der Villa Grisebach wieder auf.
- Porträt einer Dame mit Opernglas (1884), Öl auf Leinwand, 72 × 91 cm, Nationalmuseum Warschau
- Porträt einer Bretonin (1889)
- Porträt einer jungen Dame mit Rose (1892)